# Национальная библиотека Украины имени Ярослава Мудрого
Национальная библиотека Украины имени Ярослава Мудрого (укр. Національна бібліотека України імені Ярослава Мудрого) — ведущее государственное культурно-образовательное и научно-информационное учреждение Украины. Общедоступное библиотечное учреждение с универсальными по содержанию фондами, обслуживающее широкие слои населения.

## История

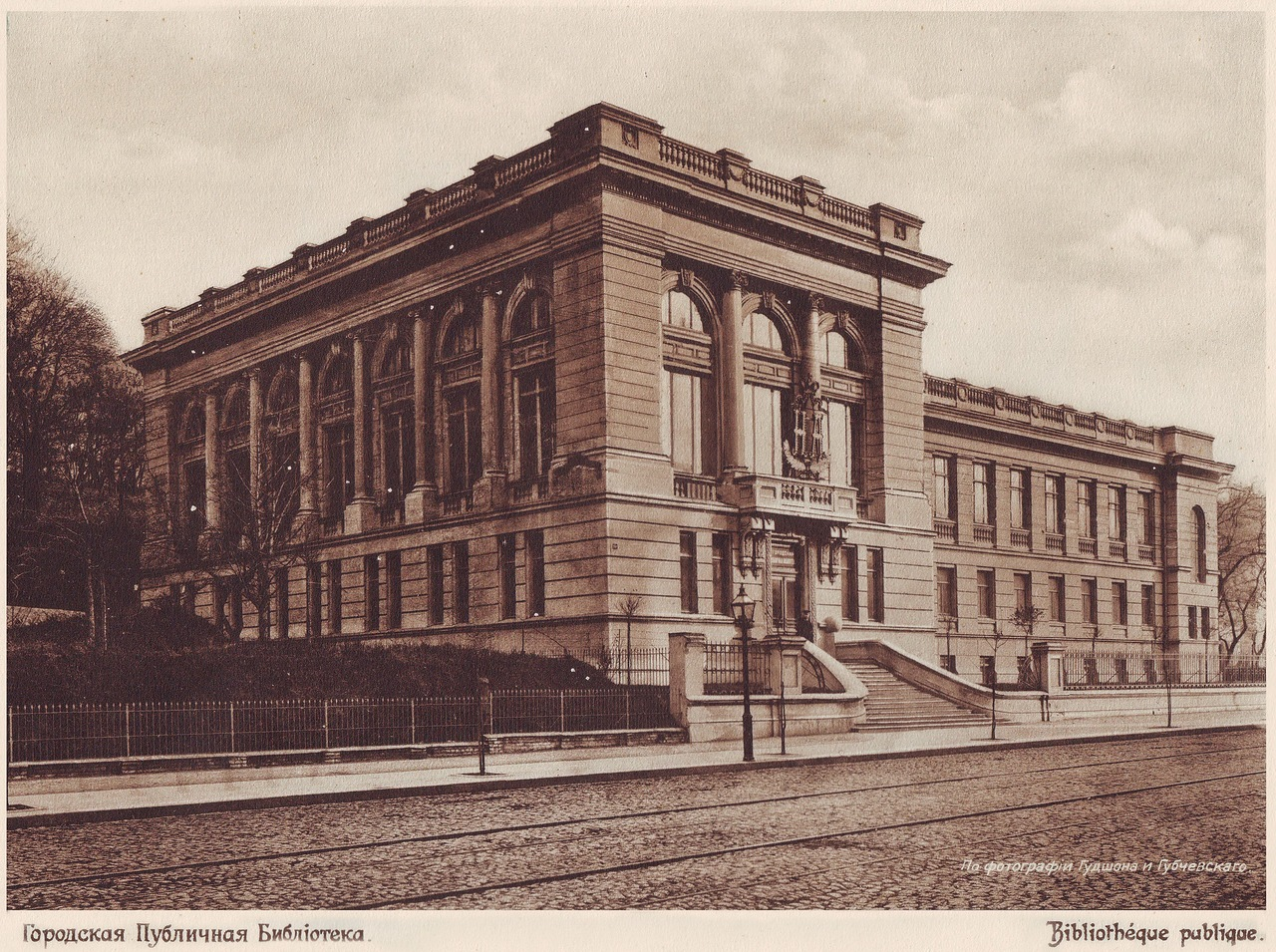
Киевская городская публичная библиотека, 1911 год

Библиотека создана по распоряжению царского правительства Российской империи 3 марта 1866 года как Киевская русская публичная библиотека. Основателями её выступили известные общественные деятели, представители киевского дворянства и купечества: сахарозаводчик и меценат, граф А. Бобринский, книготорговцы В. Г. Барщевский и С. И. Литов, бывший киевский гражданский губернатор И. И. Фундуклей, известный помещик-украинофил Г. П. Галаган, купцы И. М. Бродский, М. И. Горовиц, Ф. П. Либби и др.
Основой фонда стали частная библиотека писателя и книгоиздателя В. Г. Барщевского и пожертвования киевлян. На момент открытия фонд библиотеки насчитывал 319 книг в 667 томах и 43 комплекта периодических изданий.
В 1911 году на конкурсной основе, на средства, собранные жителями города через распространённый специальный облигационный заëм, для библиотеки было построено специальное здание (архитектор С. Клаве). Сегодня библиотека является наиболее старым киевским сооружением такого назначения и включена в перечень памятников архитектуры начала XX века.
В 1957 году библиотека стала Государственной республиканской библиотекой УССР имени КПСС.
После провозглашения независимости библиотека стала называться Государственной библиотекой Украины, а в 1994 году, согласно Указу Президента, она получила статус Национальной парламентской библиотеки Украины.
Национальная парламентская библиотека подчинена Министерству культуры Украины.
Основной фонд НПБУ — универсальный по содержанию, содержит книжные, периодические, нотные, картографические и изобразительные издания на украинском и русском языках.
Фонд Центра правовой информации содержит нормативно-правовые акты, научно-практические комментарии к нормативно-правовым актам, монографии, учебные пособия по всем отраслям права, справочные издания, журналы и газеты по правовой тематике текущего года на украинском и русском языках. (адрес: ул. Грушевского, 1, Общий читальный зал, ЦПИ).
Фонд читального зала справочно-информационного обслуживания включает энциклопедии и энциклопедические словари; биографические справочники; толковые и терминологические словари; статистические справочники; нормативно-правовые документы. (адрес: ул. Грушевского, 1, зал справочно-информационного обслуживания).
Фонд отдела информационного обеспечения Верховной Рады Украины содержит нормативно-правовые издания на английском и французском языках, изданные в Канаде, документы европейских международных организаций; украинские справочные издания общественно-политической тематики; двуязычные и одноязычные словари, энциклопедии, официальные периодические издания Украины. (адрес: ул. Грушевского, 1, читальный зал отдела информационного обеспечения Верховной Рады).
Фонд документов по библиотековедению, библиографоведению, развитию библиотечного дела и книговедению отдела научного анализа и развития библиотечного дела содержит нормативно-правовые издания по развитию библиотечного дела, материалы научных конференций, монографии, авторефераты диссертаций, сборники научных трудов по проблемам библиотечного дела; издание научных и областных библиотек Украины и их годовые планы и отчеты; научные труды и их учебные пособия профильных высших учебных заведений; журналы и издания с продолжением, а также инструктивно-методические, библиографические, статистические и информационные издания, касающиеся библиотечной отрасли. (адрес: ул. Грушевского, 1, читальный зал отдела научного анализа и развития библиотечного дела).
Фонд документов на иностранных языках содержит книги, среди которых есть редкие и ценные издания, журналы и газеты многих языках мира. Коллекцию составляют:
- художественные произведения, издания по литературоведению, языкознанию, методики преподавания иностранных языков;
- словари и энциклопедии (Britannica, Brockhaus, Meyers, Americana, Canadiana, Sopena, Encyclopediauniversalis, Larousse и др.)
- богатая коллекция художественных альбомов, издания по искусствоведению, архитектуре, дизайну;
- статистические ежегодники, справочники по различным отраслям знаний;
- географические атласы и путеводители по разным странам мира;
- собственные и предоплаченные электронные базы данных;

Фонд старопечатных, редких и ценных книг содержит рукописные книги, издания кириллической печати, коллекции российских и украинских изданий гражданской печати 1708—1860 гг.; прижизненные издания и отдельные работы выдающихся украинских деятелей истории, науки и культуры, коллекции книг украинских репрессированных авторов 1920—1930 гг., украинские издания периода Великой Отечественной войны 1941—1945 гг.; книги с автографами учёных, писателей, литературоведов, историков. (адрес: ул. Набережная-Крещатицкая, 1, читальный зал редких и ценных книг).